# منتخب تونغا لكرة السلة
منتخب تونغا لكرة السلة هو ممثل تونغا الرسمي في المنافسات الدولية في كرة السلة. ينتمي إلى منطقة اتحاد أوقيانوسيا لكرة السلة. انضم إلى الاتحاد الدولي لكرة السلة في عام 1987.